# Linda Freimane
Linda Freimane (ur. 14 grudnia 1967 w Sztokholmie) – łotewska prawnik i działaczka na rzecz praw grupy LGBT, założycielka i przewodnicząca Sojuszu LGBT i Ich Przyjaciół "Mozaika". 

## Życiorys
Urodziła się w Szwecji w rodzinie emigrantów z okupowanej przez wojska radzieckie Łotwy. Już od wczesnych lat młodości angażowała się w życie społeczne, zasiadała m.in. w zarządzie Łotewskiego Europejskiego Stowarzyszenia Młodzieży. 
W 1989 uzyskała stopień magistra w Szkole Dziennikarstwa na Uniwersytecie w Sztokholmie, po czym podjęła pracę w Svenska Dagbladet. Później pracowała m.in. w szwedzkim radio, które od 1988 emitowało audycje w języku łotewskim. W 1990 uzyskała tytuł magistra nauk prawnych na Wydziale Prawa Uniwersytetu Sztokholmskiego ze specjalnością w prawie europejskim. 
Po odzyskaniu przez Łotwę niepodległości wróciła do kraju, gdzie aktywnie włączyła się w działalność na rzecz integracji Łotwy z Unią Europejską. Z jej inicjatywy powstała działająca pod szwedzko-łotewskim patronatem i przeznaczona dla studentów z państw nadbałtyckich Szkoła Prawnicza w Rydze, której rektorem była przez sześć lat (1998–2004). 
Od 2005 do 2007 pracowała jako konsultant handlowy dla PNB Combany w Rydze. Obecnie pracuje dla firmy TheMiceCream. 
W 2005 zaangażowała się w działalność na rzecz praw osób LGBT. Współtworzyła Stowarzyszenie LGBT oraz Ich Przyjaciół "Mozaika", którego została wybrana przewodniczącą. W latach 2006–2007 przygotowywała Dni Przyjaźni oraz imprezę Riga Pride. Obecnie zasiada drugą kadencję w zarządzie ILGA Europe. Jest również członkiem zarządu Outgames 2009.  
Mieszka w Rydze wraz z duńską artystką Yvonne Gerner, z którą w 1999 zawarła w Sztokholmie związek partnerski. 